# Domaine du Mas d'Escattes
Le domaine du Mas d'Escattes est un ancien domaine agricole situé dans le département du Gard et la région Occitanie, appartenant en grande partie à la ville de Nîmes depuis 1997.

## Histoire
L'existence du domaine du Mas d’Escattes est attestée dès le début du XVIIe siècle comme « mas jasse » avec source, jardin, olivettes et vignes. C’est à la fin du XVIIe siècle, qu’il prendra le nom de « Mas d’Escattes ». 
Tout au long du XIXe siècle, ses propriétaires successifs auront le souci non seulement de développer et d'améliorer les cultures de la vigne, des oliviers, des mûriers (pour la production de la soie), le potager, les vergers, l’élevage de moutons, etc., mais aussi de créer un espace de vie agréable à proximité du mas sur la colline qui est alors appelée « la montagne » et dont les versants, bien exposés, sont bâtis en terrasses plantées de vignes. Elle va devenir un parc sillonné d’allées, baptisées du nom de personnages célèbres. Comme le veut l’époque, on désire embellir son cadre de vie et montrer sa richesse : le mas devient le « château » avec son orangerie et ses vases d’Anduze. Les aménagements hydrauliques font l’objet d’améliorations fréquentes (bassins, cascades, etc.). Le long des Allées de la montagne, des fabriques spectaculaires en pierres sèches, grandes capitelles, tours imposantes, vont être construites ou réaménagées sur des vestiges anciens, grâce à la main d’œuvre employée au mas et disponible en hiver. 
En 1997, la ville achète 95 hectares du domaine pour y développer un projet en quatre axes basé sur le patrimoine (notamment en pierre sèche), la nature (le site est situé dans les garrigues gardoises), l'agriculture (parcelles d'oliviers expérimentales pour la culture, production et conservation) et l’urbanisation avec la création de lotissements.

## Fabriques

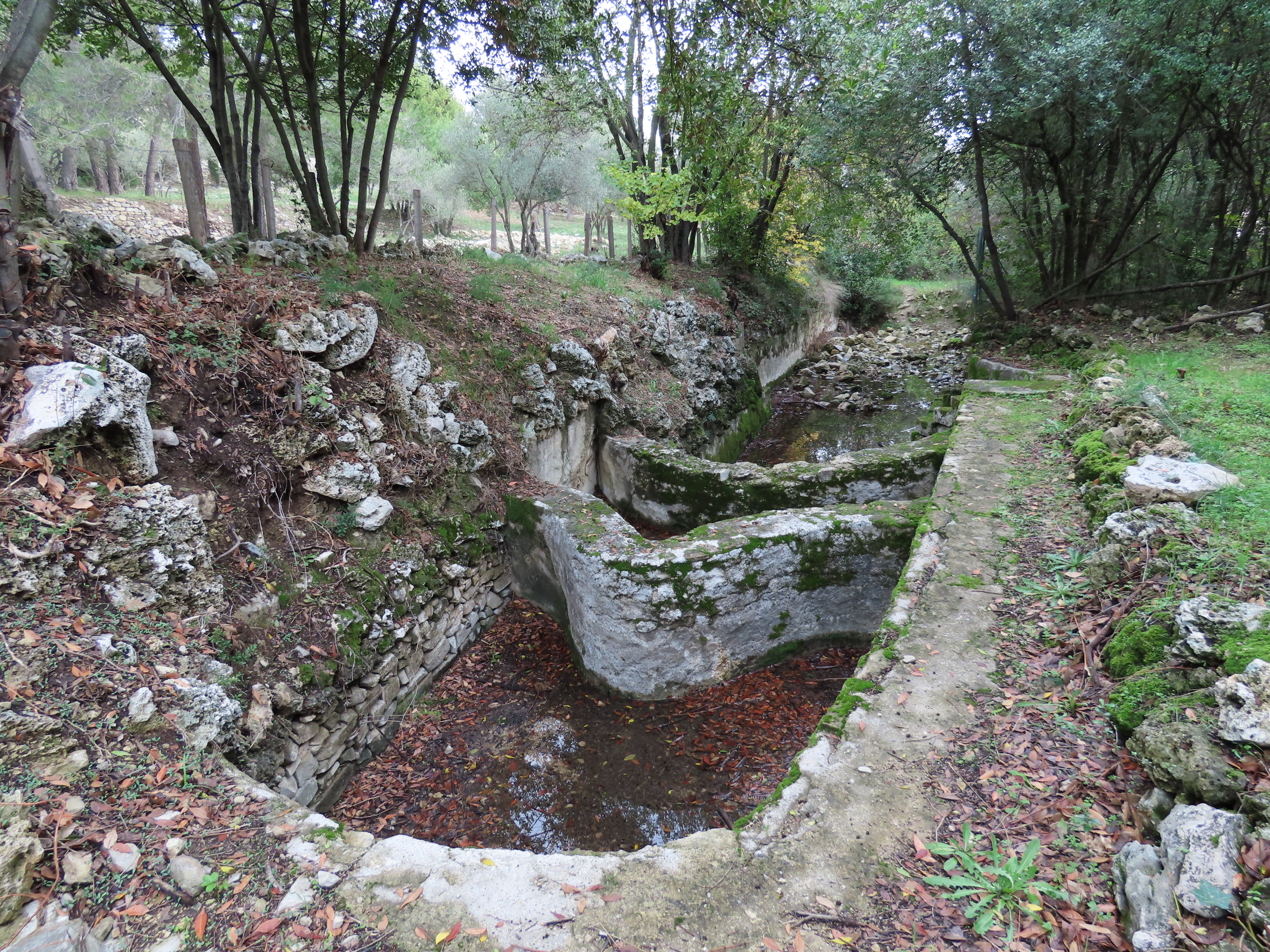
Grand bassin du jardin du mas

### Liées à l'eau
- Des bassins d'agrément de différentes formes : ovale, zigzag, losange, demi-lune.
- Source captée de Font l'Abbé[6].

### En pierres sèches
- Capitelle dite « Belle-vue ».
- Grande tour à rampe hélicoïdale.
- Capitelle de l'allée cavalière.
- Capitelle carrée.
- Petite tour à rampe hélicoïdale.

### En pierres maçonnées
- Petite tour à rampe hélicoïdale.

### Jardins et parcelles
- Jardin du mas et oratoire.
- Parcelles d'oliviers ambassadeurs, expérimentales, variété gardoise, régénérées.
- Parcelles d'oliviers AOP huile d'olive de Nîmes « La Manuelle ».

Afin de développer sur le site un observatoire de l'olivier, une parcelle de 700 arbres a été plantée en mai 2000, financée par la ville de Nîmes.

## Randonnée

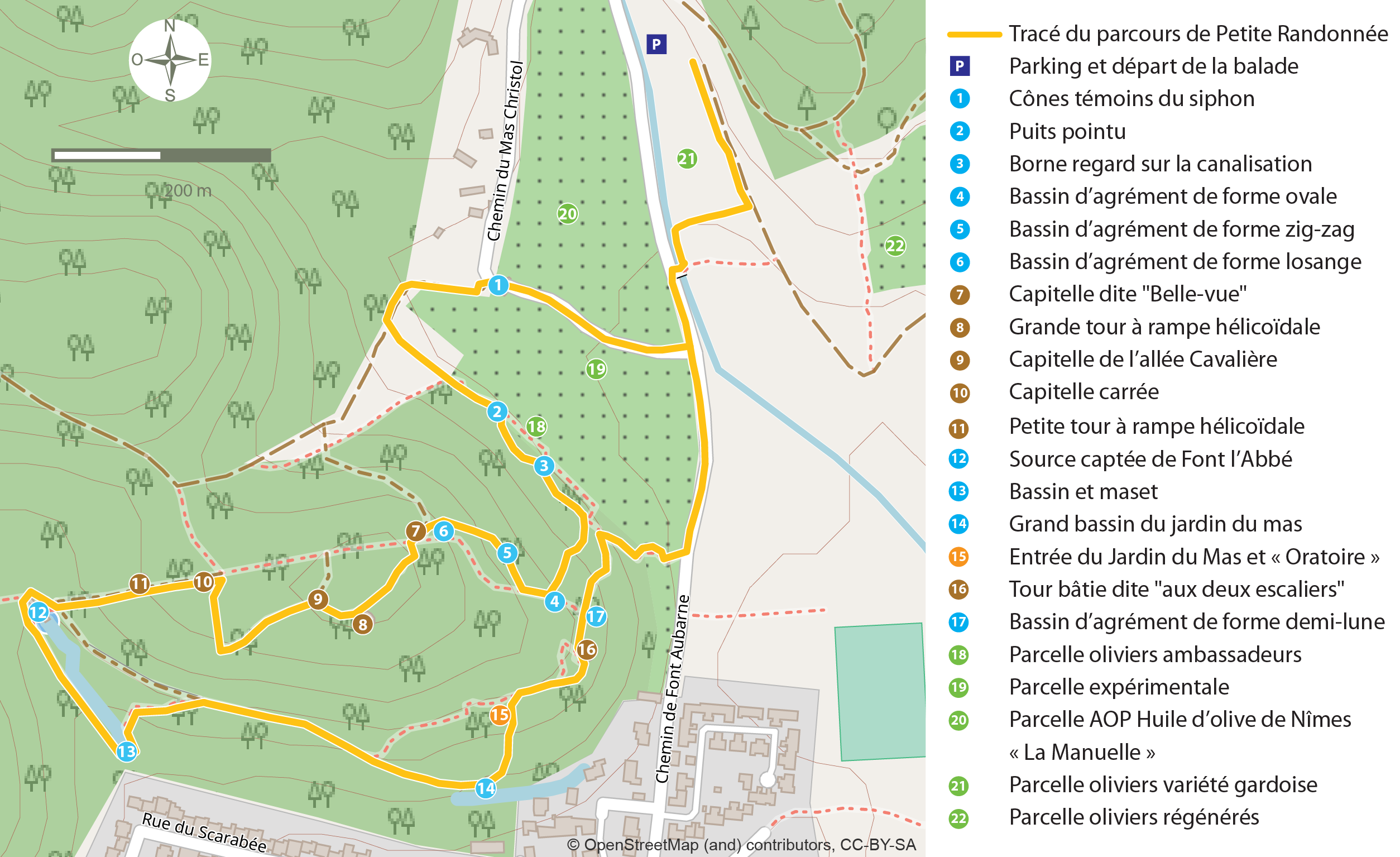
Carte de la randonnée (balisage PR en jaune) du domaine du Mas d'Escattes.

Le domaine est parcouru par un sentier de randonnée de 4,6 kilomètres de long.

## Galerie

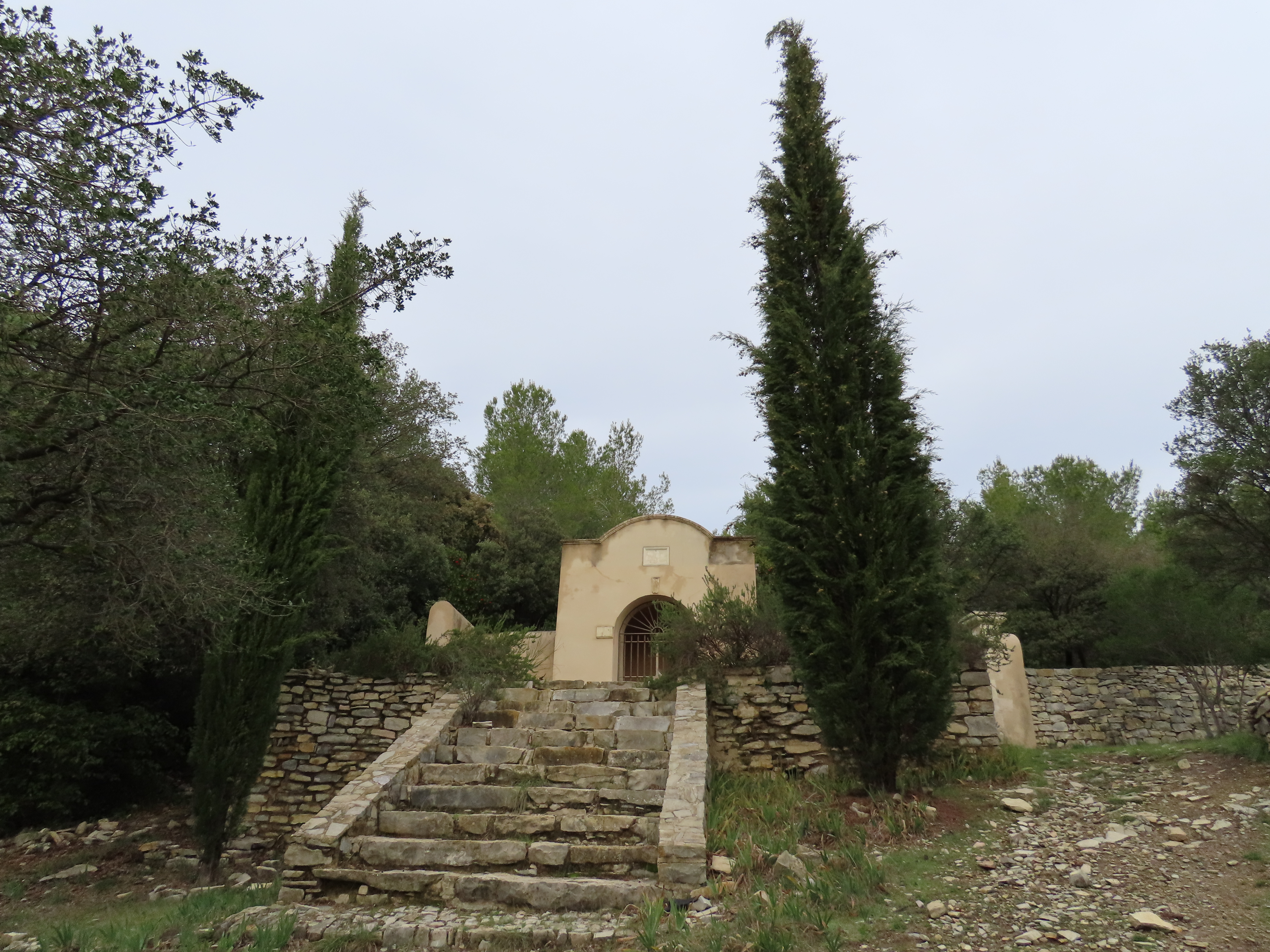
Oratoire
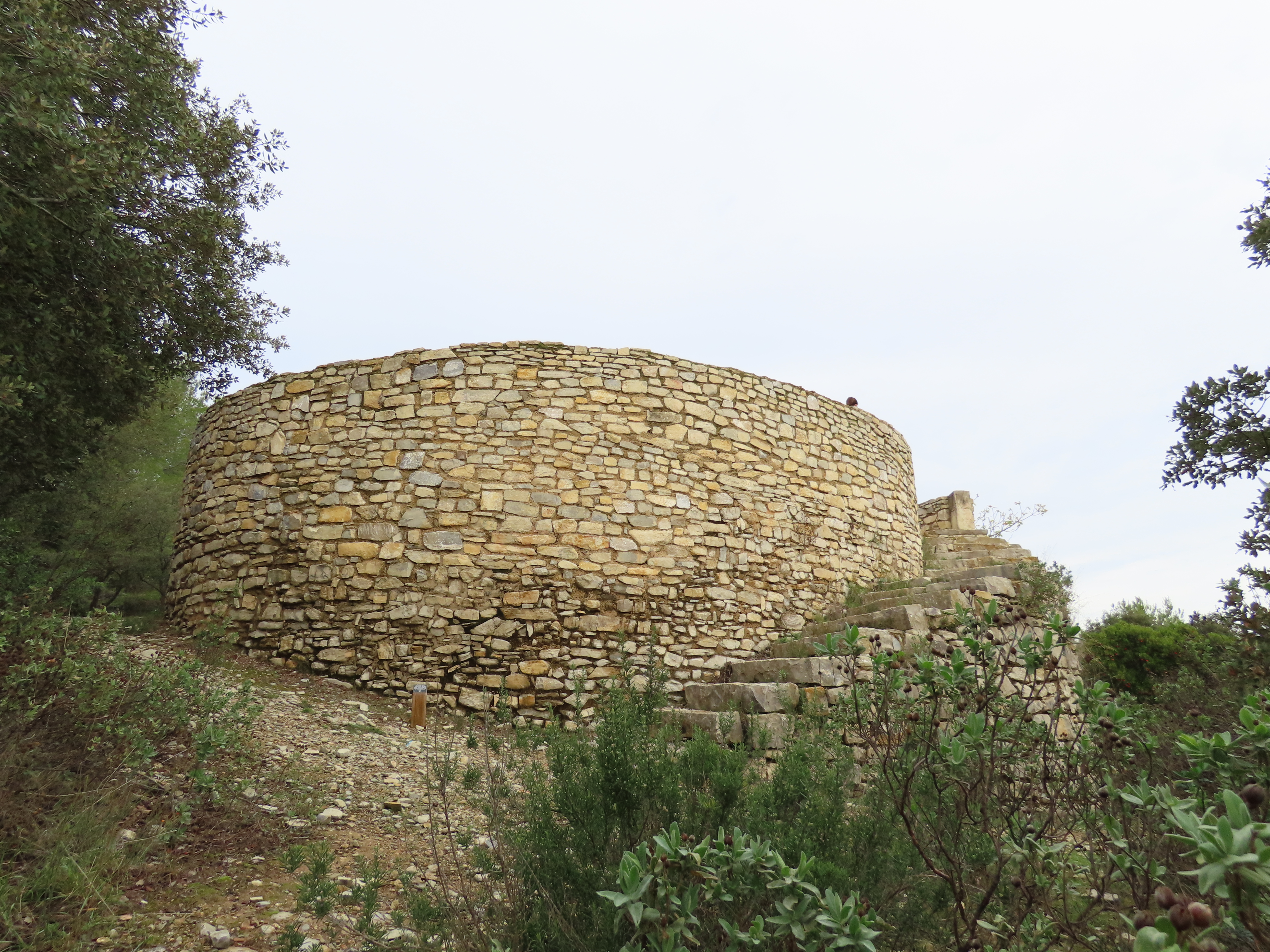
Tour bâtie dite « aux deux escaliers »
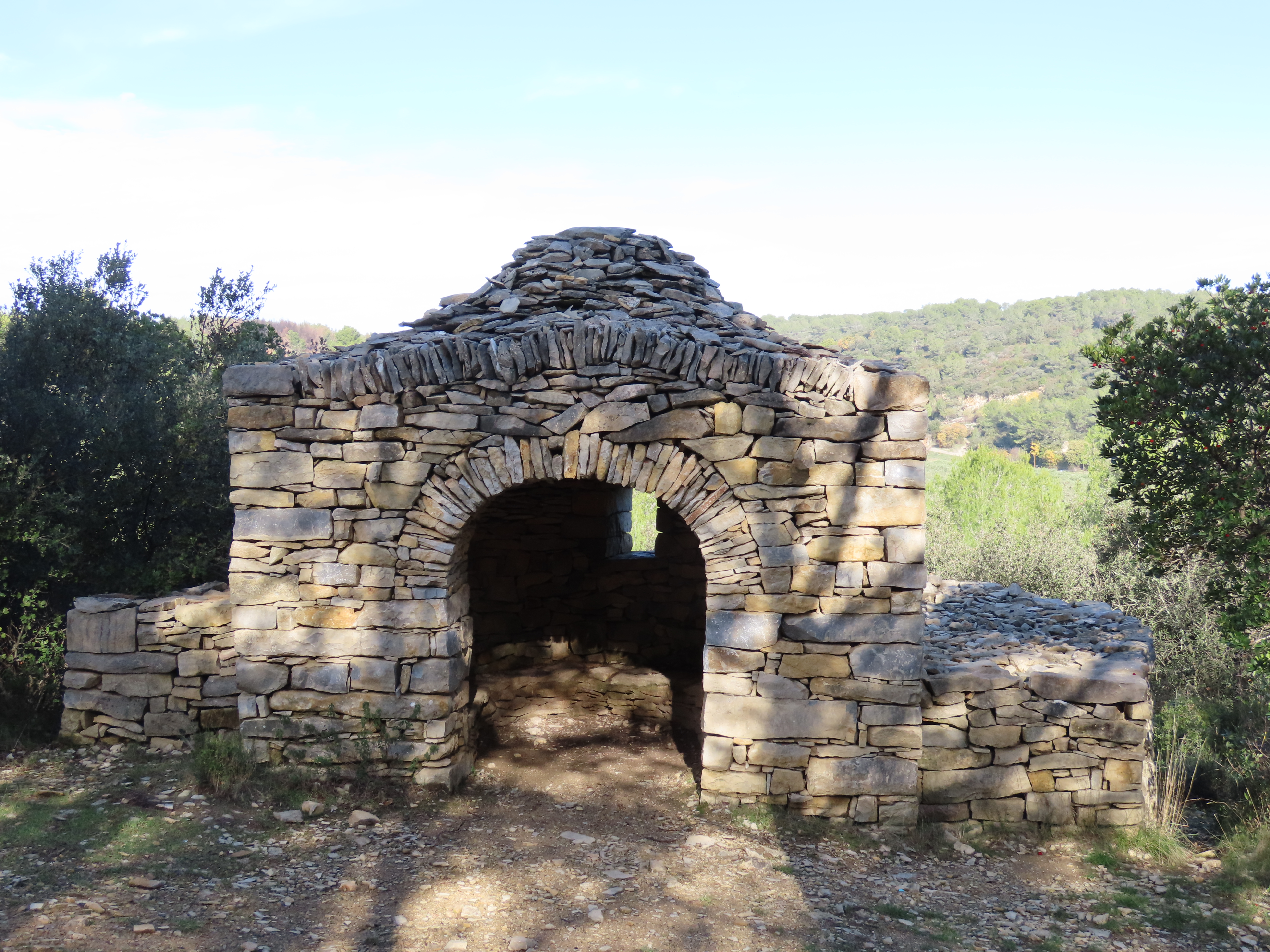
Capitelle dite « Belle-vue »
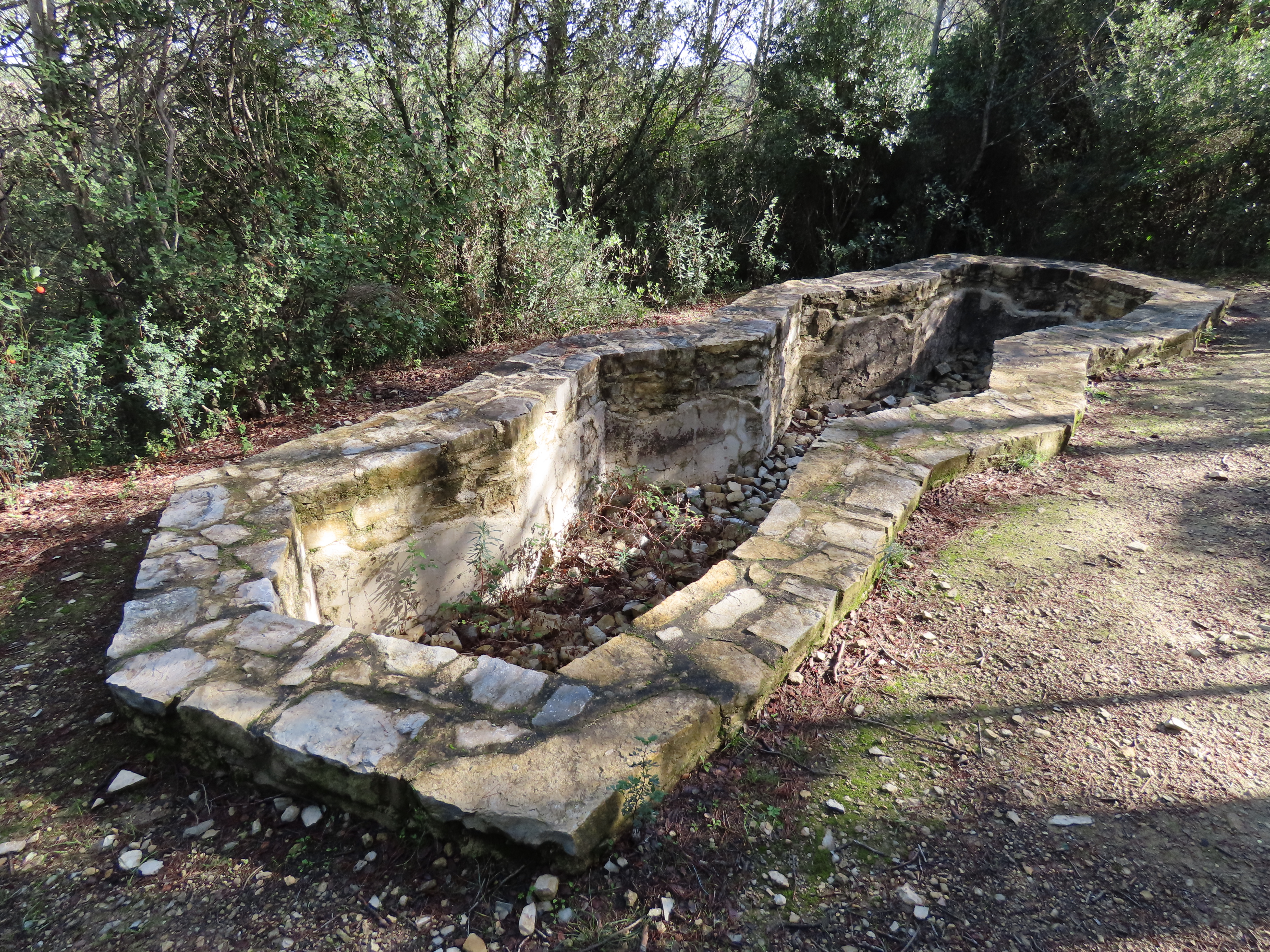
Bassin d'agrément zig-zag
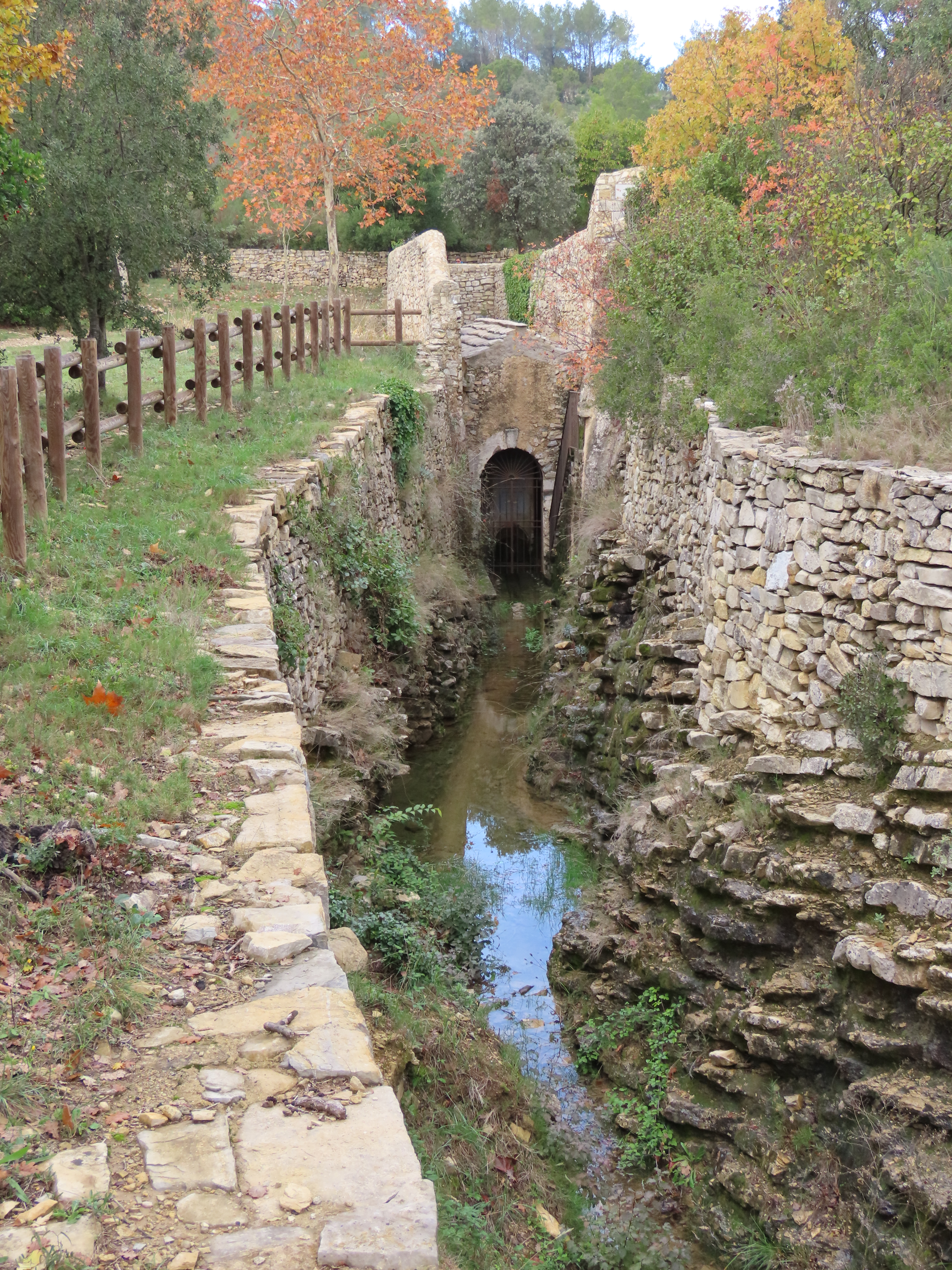
Source captée de Font l'Abbé